# Stas Pokatiłow
Stas Aleksandrowicz Pokatiłow (ros. Стас Александрович Покатилов, ur. 8 grudnia 1992 w Uralsku) – kazachski piłkarz grający na pozycji bramkarza. Od 2016 jest zawodnikiem klubu FK Rostów.

## Kariera klubowa
Swoją karierę piłkarską Pokatiłow rozpoczął w klubie Akżajyk Orał. W 2011 roku awansował do pierwszego zespołu. W nim zadebiutował 9 marca 2013 w wygranym 3:0 domowym meczu z Szachtiorem Karaganda. W 2013 roku był podstawowym bramkarzem Akżajyka.
W połowie 2013 roku Pokatiłow przeszedł do Szachtioru Karaganda. Swój debiut w nim zaliczył 13 lipca 2013 w zremisowanym 1:1 wyjazdowym meczu z Kajratem Ałmaty. Zawodnikiem Szachtara był do zakończenia sezonu 2014.
W 2015 roku Pokatiłow przeszedł z Szachtioru do FK Aktöbe. Swój debiut w nim zanotował 7 marca 2015 w zremisowanym 1:1 domowym spotkaniu z FK Atyrau. Od początku sezonu 2015 był podstawowym bramkarzem Aktöbe.
W 2016 roku Pokatiłow przeszedł do FK Rostów. Latem został na pół roku wypożyczony do Kajratu Ałmaty, w którym zadebiutował 17 lipca 2016 w wygranym 3:2 wyjazdowym meczu z Irtyszem Pawłodar.
| Sezon   | Klub                | Kraj       | Rozgrywki     | Mecze | Gole |
| ------- | ------------------- | ---------- | ------------- | ----- | ---- |
| 2011    | Akżajyk Orał        | Kazachstan | Byrynszy liga | 10    | 0    |
| 2012    | Akżajyk Orał        | Kazachstan | Priemjer-Liga | 0     | 0    |
| 2013    | Akżajyk Orał        | Kazachstan | Priemjer-Liga | 14    | 0    |
| 2013    | Szachtior Karaganda | Kazachstan | Priemjer-Liga | 10    | 0    |
| 2014    | Szachtior Karaganda | Kazachstan | Priemjer-Liga | 6     | 0    |
| 2015    | FK Aktöbe           | Kazachstan | Priemjer-Liga | 31    | 0    |
| 2015/16 | FK Rostów           | Rosja      | Priemjer-Liga | 0     | 0    |
| 2016    | Kajrat Ałmaty       | Kazachstan | Priemjer-Liga | 8     | 0    |

## Kariera reprezentacyjna
W reprezentacji Kazachstanu Pokatiłow zadebiutował 31 marca 2015 roku w zremisowanym 0:0 towarzyskim meczu z Rosją, rozegranym w Chimki.